# Változtatható impulzussűrűségű mágnesplazma rakéta

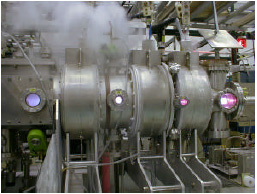
A VASIMR tesztelés közben

A változtatható fajlagos impulzusú mágneses plazma rakéta (angolul Variable Specific Impulse Magnetoplasma Rocket, vagy röviden VASIMR) egy újfajta konstrukciójú plazmahajtómű. Működési elve az, hogy először rádióhullámokkal nagyon felhevíti, ionizálja a hajtóanyagot, majd pedig mágneses terekkel felgyorsítja, így hoz létre tolóerőt.
A plazma hevítésének technológiája eredetileg magfúziós kutatásokból származik. A VASIMR célja, hogy áthidalja az alacsony tolóerejű, de nagy impulzussűrűségű, illetve a magas tolóerejű, de alacsony impulzussűrűségű meghajtórendszerek közti szakadékot. A VASIMR mindkét módban képes működni. A Costa Rica-i tudós és űrhajós, Franklin Chang-Diaz találta fel a koncepciót és dolgozik 1979 óta a kifejlesztésén, 2005 óta a NASA külsős cége, az Ad Astra Rocket Co. fejeként.

## Működési elv
A VASIMR mikrohullámú fűtéssel ionizálja a gázt, ez ahhoz hasonló folyamat, ami a mikrohullámú sütőben is történik. Ezután mágneses térrel gyorsítja fel a plazmát a kívánt sebességre. Mivel a gyorsítás mágneses térrel történik, nincsenek elektródák, amivel így el lehet kerülni az ionhajtóművek fő problémáját, az elektródák erózióját. A motor többi részét is mágneses tér védi a forró plazmától, ami miatt a hajtómű élettartama sokkal nagyobb lehet, mint a hagyományos ionhajtóművek esetében.

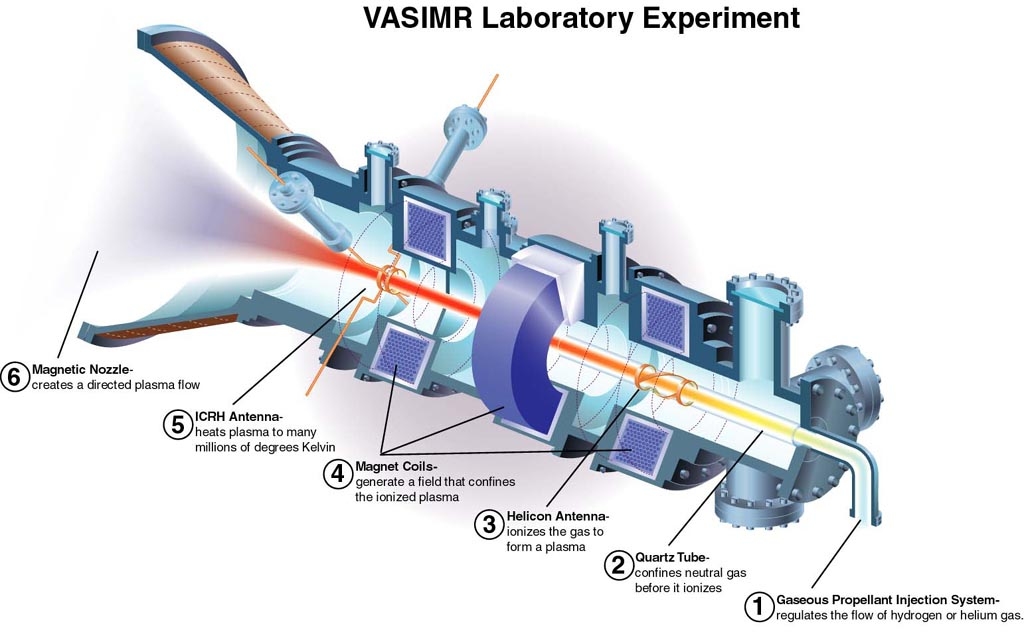
A rakéta felépítése (a kép rá kattintva nagyítható)

A hajtómű alapvetően három részre osztható:
1. A gázt csavarvonal alakú rádióantennák segítségével plazma állapotig fűtik,
2. a plazmát tovább fűtik, immár rádióhullámok segítségével,
3. végül pedig mágneses terek segítségével a plazma belső hőenergiáját kinetikus energiává konvertálják.

A beadott plazma mennyiségével és a rádiós fűtés intenzitásával lényegesen változtatható, hogy nagy impulzussűrűségű vagy magas tolóerejű működést akarunk-e inkább.
Fontos megjegyezni, hogy a második fázis nagyon rövid, a hajtógáz még jóval a termikus eloszlás elérése előtt kilép a hajtóműből. A fűtés gyakorlatilag teljes energiája a plazma kinetikus energiájává változik. Emiatt az ionok energiaspektruma nagyon szűk, ami lehetővé teszi, hogy a motor 3. fázisa nagyon egyszerű mágneseket használjon. A hatékonyság növelése céljából szupravezető mágneseket terveznek alkalmazni.

## Sebesség
A jelenlegi VASIMR tervek 30 és 300 km/s felső gázkiáramlási sebességhatárral számolnak, ez a tolóerő növelése érdekében csökkenthető. Továbbá az eddigi ionhajtóművekhez képest sokkal nagyobb, megawatt nagyságrendű teljesítményt képes produkálni.

## Alkalmazások
A VASIMR tolóereje minden esetben túl kevés ahhoz, hogy a Földről való indításhoz használni lehessen. Ehelyett működhet újrafelhasználható végfokozatként, jelentős üzemanyagot és így költséget takarítva meg ezzel. Várható, hogy a jelenlegi, túlnyomórészt kémiai hajtóműves technológiák árának töredékéért alkalmas lesz a következő feladatokra:
- űrállomások magas légköri fékeződésének kompenzációja,
- rakomány Holdra szállítása,
- űrhajók világűrbeli utántöltése,
- anyagok visszamentése a világűrből,
- nagyon nagy sebességű szállítás nagyon távoli (Mars pályán túli) célpontok irányába.

A VASIMR gyors szállítást igénylő alkalmazásaihoz kis tömegű, nagy energiasűrűségű energiaforrásra lesz szükség, leginkább a nukleáris energia jöhet itt szóba.
2008 augusztusában Tim Glover, az Ad Astra fejlesztési igazgatója azt nyilatkozta, hogy szerinte a VASIMR első alkalmazása rakomány Föld körüli pályáról Hold körüli pályára való juttatása lesz a NASA új holdprogramja részeként.

## Jelenlegi állapot
A VASIMR alapvető fejlesztője az Ad Astra Rocket Company. A jelenlegi erőfeszítések fő célja a hatékonyság növelése. Ennek egyik fő eszköze az energiaszintek növelése (vö.: termodinamika második főtétele). A cég adatai szerint a VASIMR jelenlegi maximális hatásfoka 67%. A hatékonyság azért is fontos, mivel űrbéli alkalmazásnál, hőelvezető közeg hiányában, csak a kevésbé hatékony hősugárzás útján lehet hűteni, így fontos feladat a hulladékhő termelésének minimalizálása.
A fejlesztés egyes prototípusait egy V betűt követően a felhasználás céljából és a motor névleges teljesítményéből származó sorozatszámmal jelölik. Például VX50 egy 50 kW teljesítményű, általános kísérleti célú motor. A majdan a Nemzetközi Űrállomásra kerülő kísérleti példány kódja VF200 lesz (mint flight, illetve 200 kW).
A VX50-es motor számított teljesítménye még 59% volt, a jelenleg építés alatt álló VX100-tól 72%-ot várnak. Összehasonlításképpen a NASA által jelenleg használt ionhajtóművek a 80%-ot is elérik. A VX50-es motor még csak 0,5 N tolóerőt tudott biztosítani, a VF200-tól 5N-t várnak, 50 km/s-os gázkiáramlási sebesség mellett. A VF200 konstrukciójában már a hulladékhő elvezetése is lényeges szempont lesz. Hajtógázként a földi változatok az olcsó, nem reakcióképes argont használják.
2008. december 10-én az Ad Astra szerződést írt alá a NASA-val a VF200-as motor kipróbálására az ISS-en. Fellövése 2011-2012 köré várható. Az ISS-en futó változat rövid távon, tolóerő-optimalizált módban fog működni. Mivel energiaigénye körülbelül háromszorosan meghaladja az ISS kapacitását, ezért a rendszer része lesz egy energiatároló rendszer, ami tíz percen át lesz képes ellátni energiával a kísérleti hajtóművet.
2009. május 31-én kezdődött el a szupravezető mágnesek kipróbálása az épülő VX200 prototípuson. Ennek célja, hogy a VASIMR teljesítménye elérje a kívánt értéket. Ha a tesztek sikerrel zárulnak, megkezdődhet az ISS-re szánt VF200 fejlesztése. Ez az ISS-en jelenleg hulladékként képződő hidrogént fogja hajtógáznak használni, aminek két nagy előnye van:
- az ISS-re az oxigént víz formájában viszik fel, amit odafent bontanak hidrogénre és oxigénre. A hidrogén fölösleges, jelenleg az űrbe engedik. A VF200 ezt a „hulladék” hidrogént fogja tudni hasznosítani, így nem lesz szükség extra hajtóanyag odaszállítására.
- az ionizált hidrogén magja egyetlen proton, aminek töltéssűrűsége a legnagyobb az atommagok között, így ideálisan kezelhető elektromágneses úton.

Jelenleg az űrállomás legkevesebb havi 2,5 km-t süllyed az atmoszféra fékező hatása miatt, emiatt az oda rendszeresen ellátmányt szállító Progressz teherűrhajókkal meg kell emelni. A végcél ennek az emelési manővernek a kiváltása a VF200 leendő utódjával. Ez nagyban csökkenteni fogja az űrállomás fenntartási költségét.